# Taraxacum maderense
Taraxacum maderense é uma espécie de planta com flor pertencente à família Asteraceae. 
A autoridade científica da espécie é Sahlin & Soest, tendo sido publicada em Agron. Lusit. 35(4): 313. 1974.

## Portugal
Trata-se de uma espécie presente no território português, nomeadamente no Arquipélago dos Açores e no  Arquipélago da Madeira.
Em termos de naturalidade é possivelmente introduzida no Arquipélago dos Açores e endémica do Arquipélago da Madeira.

## Protecção
Não se encontra protegida por legislação portuguesa ou da Comunidade Europeia.